# Prekordiet
Prekordiet är området över hjärtat på framsidan av thorax. Prekordiet sitter därför vanligen på vänster sida om inte dextrocardia föreligger, det vill säga att hjärtat sitter på höger sida som till exempel vid situs inversus.